# Talha Mayhoş
Talha Mayhoş (* 27. Dezember 1988 in Adapazarı) ist ein türkischer Fußballspieler.

## Karriere

### Verein
Talha Mayhoş begann mit dem Vereinsfußball in der Jugend von Sakarya Tekspor und durchlief anschließend die Jugendmannschaften von Gaziantepspor, erneut Sakarya Tekspor und Bursaspor. Im Sommer 2008 wechselte er dann als Profifußballer zum Viertligisten Lüleburgazspor und spielte dort eineinhalb Spielzeiten lang durchgehend.
Anschließend wechselte er zur Rückrunde der Saison 2009/10 zum Zweitligisten Adanaspor. Bis zum Saisonende kam er auf elf Einsätze und verpasste mit seiner Mannschaft den Aufstieg in die Süper Lig erst in der Relegation der TFF 1. Lig. Während er in der Saison 2010/11 regelmäßig als Auswechselspieler zum Einsatz kam, eroberte er sich in der nächsten Saison einen Stammplatz. In der Spielzeit 2011/12 schaffte er es mit seinem Verein bis ins Playoff-Finale der TFF 1. Lig. Im Finale unterlag man in der Verlängerung Kasımpaşa Istanbul 2:3 und verpasste somit den Aufstieg in die Süper Lig erst in der letzten Begegnung.
Im Sommer 2014 wechselte er innerhalb der Liga zu Samsunspor. Bereits nach einer halben Spielzeit verließ der die Nordtürken Richtung Drittligist Bandırmaspor.

## Erfolge
Bandırmaspor
- Play-off-Sieger der TFF 2. Lig und Aufstieg in die TFF 1. Lig: 2015/16

## Trivia
- Talha Mayhoş entstammt einer Fußballerfamilie. Sein jüngerer Brüder Tarık Mayhoş war u. a. beim Süper-Ligisten Eskişehirspor unter Vertrag.